# Liste der Bundesstaaten der Vereinigten Staaten nach Bruttoinlandsprodukt
Folgende Liste der Bundesstaaten der Vereinigten Staaten nach Bruttoinlandsprodukt (BIP) sortiert die 50 Staaten der USA nach ihrer Wirtschaftsleistung. Mit einem BIP von ca. 20,5 Billionen Dollar waren die Vereinigten Staaten die weltweit größte Wirtschaftsmacht (Stand 2018). Allein die Wirtschaft des US-Bundesstaates Kalifornien wäre für sich genommen die fünftgrößte der Welt. Das BIP pro Kopf lag 2018 auf Rang 12 weltweit. Die Hauptstadt der USA, Washington, D.C. erwirtschaftet pro Kopf ein höheres Bruttoinlandsprodukt als jedes souveräne Land.

## Bundesstaaten nach BIP

BIP nach Staat (2021)

Bundesstaaten nach BIP im Jahre 2024 in Millionen $. Zum Vergleich sind Länder mit einer ähnlichen Wirtschaftsleistung im selben Jahr angegeben.
| Rang | Bundesstaat          | BIP in Millionen US-Dollar (2024) | Anteil in % | Land mit vergleichbarem BIP (nominal) |
| ---- | -------------------- | --------------------------------- | ----------- | ------------------------------------- |
| —    | Vereinigte Staaten   | 29.184.890                        | 100 %       | Vereinigte Staaten                    |
| 1    | Kalifornien          | 4.103.124                         | 14,14 %     | Japan                                 |
| 2    | Texas                | 2.709.393                         | 9,34 %      | Italien                               |
| 3    | New York             | 2.297.028                         | 7,92 %      | Kanada                                |
| 4    | Florida              | 1.705.565                         | 5,87 %      | Südkorea                              |
| 5    | Illinois             | 1.137.244                         | 3,92 %      | Niederlande                           |
| 6    | Pennsylvania         | 1.024.206                         | 3,52 %      | Niederlande                           |
| 7    | Ohio                 | 927.740                           | 3,20 %      | Schweiz                               |
| 8    | Georgia              | 882.535                           | 3,04 %      | Polen                                 |
| 9    | Washington           | 854.683                           | 2,95 %      | Polen                                 |
| 10   | New Jersey           | 846.587                           | 2,92 %      | Polen                                 |
| 11   | North Carolina       | 839.122                           | 2,89 %      | Polen                                 |
| 12   | Massachusetts        | 780.666                           | 2,69 %      | Belgien                               |
| 13   | Virginia             | 764.475                           | 2,63 %      | Belgien                               |
| 14   | Michigan             | 719.392                           | 2,44 %      | Belgien                               |
| 15   | Colorado             | 553.323                           | 1,91 %      | Singapur                              |
| 16   | Arizona              | 552.167                           | 1,90 %      | Singapur                              |
| 17   | Tennessee            | 549.709                           | 1,89 %      | Singapur                              |
| 18   | Maryland             | 542.766                           | 1,87 %      | Israel                                |
| 19   | Indiana              | 527.381                           | 1,82 %      | Thailand                              |
| 20   | Minnesota            | 500.851                           | 1,72 %      | Norwegen                              |
| 21   | Wisconsin            | 451.285                           | 1,55 %      | Bangladesch                           |
| 22   | Missouri             | 451.201                           | 1,55 %      | Bangladesch                           |
| 23   | Connecticut          | 365.723                           | 1,26 %      | Pakistan                              |
| 24   | South Carolina       | 349.965                           | 1,21 %      | Tschechien                            |
| 25   | Oregon               | 331.029                           | 1,14 %      | Chile                                 |
| 26   | Louisiana            | 327.782                           | 1,13 %      | Chile                                 |
| 27   | Alabama              | 321.238                           | 1,10 %      | Chile                                 |
| 28   | Utah                 | 300.904                           | 1,04 %      | Finnland                              |
| 29   | Kentucky             | 293.021                           | 1,01 %      | Peru                                  |
| 30   | Oklahoma             | 265.779                           | 0,92 %      | Algerien                              |
| 31   | Nevada               | 260.728                           | 0,90 %      | Algerien                              |
| 32   | Iowa                 | 257.021                           | 0,89 %      | Griechenland                          |
| 33   | Kansas               | 234.673                           | 0,81 %      | Ungarn                                |
| 34   | Arkansas             | 188.723                           | 0,65 %      | Nigeria                               |
| 35   | Nebraska             | 185.411                           | 0,64 %      | Nigeria                               |
| —    | District of Columbia | 184.916                           | 0,64 %      | Nigeria                               |
| 36   | Mississippi          | 157.491                           | 0,54 %      | Marokko                               |
| 37   | New Mexico           | 140.542                           | 0,49 %      | Slowakei                              |
| 38   | Idaho                | 128.132                           | 0,44 %      | Ecuador                               |
| 39   | New Hampshire        | 121.189                           | 0,42 %      | Dominikanische Republik               |
| 40   | Hawaii               | 115.627                           | 0,40 %      | Usbekistan                            |
| 41   | West Virginia        | 107.660                           | 0,37 %      | Oman                                  |
| 42   | Delaware             | 103.253                           | 0,35 %      | Oman                                  |
| 43   | Maine                | 98.606                            | 0,34 %      | Sri Lanka                             |
| 44   | Rhode Island         | 82.493                            | 0,28 %      | Ghana                                 |
| 45   | Montana              | 75.999                            | 0,26 %      | Belarus                               |
| 46   | North Dakota         | 75.399                            | 0,26 %      | Belarus                               |
| 47   | South Dakota         | 75.179                            | 0,26 %      | Belarus                               |
| 48   | Alaska               | 69.969                            | 0,24 %      | Demokratische Republik Kongo          |
| 49   | Wyoming              | 52.946                            | 0,18 %      | Jordanien                             |
| 50   | Vermont              | 45.707                            | 0,16 %      | Kambodscha                            |

## Bundesstaaten nach BIP pro Kopf

BIP pro Kopf in den USA (2021)

Bundesstaaten nach BIP pro Kopf im Jahre 2024 in $. Zum Vergleich sind Länder mit einer ähnlichen Wirtschaftsleistung pro Kopf bereinigt nach Kaufkraftparität angegeben.
| Rang | Bundesstaat          | BIP pro Kopf in US-Dollar (2024) | Land mit vergleichbarem BIP pro Kopf (KKB) |
| ---- | -------------------- | -------------------------------- | ------------------------------------------ |
| —    | District of Columbia | 263.220                          | Luxemburg                                  |
| 1    | New York             | 117.332                          | Katar                                      |
| 2    | Massachusetts        | 110.561                          | Norwegen                                   |
| 3    | Washington           | 108.468                          | Norwegen                                   |
| 4    | Kalifornien          | 104.916                          | Norwegen                                   |
| 5    | Connecticut          | 100.235                          | Norwegen                                   |
| 6    | Delaware             | 98.055                           | Norwegen                                   |
| 7    | North Dakota         | 95.982                           | Schweiz                                    |
| 8    | Alaska               | 95.147                           | Schweiz                                    |
| 9    | Nebraska             | 93.145                           | Schweiz                                    |
| 10   | Colorado             | 93.026                           | Schweiz                                    |
| 11   | Illinois             | 90.449                           | Brunei                                     |
| 12   | Wyoming              | 90.335                           | Brunei                                     |
| 13   | New Jersey           | 90.272                           | Brunei                                     |
| 14   | Maryland             | 87.021                           | Niederlande                                |
| 15   | Texas                | 86.987                           | Niederlande                                |
| 16   | Virginia             | 86.747                           | Niederlande                                |
| 17   | Utah                 | 86.506                           | Niederlande                                |
| 18   | Minnesota            | 86.371                           | Niederlande                                |
| —    | Vereinigte Staaten   | 85.810                           | Niederlande                                |
| 19   | New Hampshire        | 85.518                           | Niederlande                                |
| 20   | Nevada               | 80.880                           | Dänemark                                   |
| 21   | South Dakota         | 80.685                           | Dänemark                                   |
| 22   | Hawaii               | 80.325                           | Dänemark                                   |
| 23   | Iowa                 | 79.631                           | Dänemark                                   |
| 24   | Kansas               | 79.513                           | Dänemark                                   |
| 25   | Georgia              | 78.754                           | Island                                     |
| 26   | Pennsylvania         | 78.544                           | Island                                     |
| 27   | Ohio                 | 78.120                           | Island                                     |
| 28   | Oregon               | 77.916                           | Vereinigte Arabische Emirate               |
| 29   | Indiana              | 76.004                           | Hongkong                                   |
| 30   | North Carolina       | 75.876                           | Hongkong                                   |
| 31   | Tennessee            | 75.748                           | Hongkong                                   |
| 32   | Wisconsin            | 75.605                           | Hongkong                                   |
| 33   | Rhode Island         | 74.594                           | Hongkong                                   |
| 34   | Florida              | 73.784                           | Hongkong                                   |
| 35   | Arizona              | 73.203                           | Deutschland                                |
| 36   | Missouri             | 72.108                           | Belgien                                    |
| 37   | Louisiana            | 71.642                           | Andorra                                    |
| 38   | Michigan             | 71.083                           | Schweden                                   |
| 39   | Vermont              | 70.131                           | Schweden                                   |
| 40   | Maine                | 69.803                           | Schweden                                   |
| 41   | Montana              | 66.379                           | San Marino                                 |
| 42   | New Mexico           | 66.229                           | San Marino                                 |
| 43   | Oklahoma             | 64.719                           | Finnland                                   |
| 44   | Kentucky             | 64.110                           | Finnland                                   |
| 45   | Idaho                | 63.991                           | Finnland                                   |
| 46   | South Carolina       | 63.711                           | Finnland                                   |
| 47   | Alabama              | 61.846                           | Frankreich                                 |
| 48   | West Virginia        | 60.783                           | Italien                                    |
| 49   | Arkansas             | 60.276                           | Vereinigtes Königreich                     |
| 50   | Mississippi          | 53.061                           | Litauen                                    |